# Csangsa Huanghua nemzetközi repülőtér
A Csangsa Huanghua nemzetközi repülőtér (IATA: CSX, ICAO: ZGHA) nemzetközi repülőtér Kínában, Csangsa közelében. 2018-as utasforgalma alapján Ázsia 38. legforgalmasabb repülőtere. Éves utasforgalma 12 508 779 fő (2022).

## Futópályák
A repülőtér futópályái:
- 18/36 (3200 m, 45 m, aszfalt)

## Forgalom
Az utasforgalom az elmúlt években az alábbi módon változott:
| Utasok száma | 2 034 526 | 2 598 508 | 5 301 396 | 8 069 989 | 12 621 333 | 14 749 701 | 18 715 278 | 23 764 820 | 19 223 825 | 12 508 779 |
|              | 2000      | 2002      | 2005      | 2007      | 2010       | 2012       | 2015       | 2017       | 2020       | 2022       |